# شبکه آفتاب
شبکه آفتاب یکی از شبکه‌های تلویزیونی صدا و سیمای جمهوری اسلامی ایران و زیرمجموعه صدا و سیمای استان مرکزی است.

## تاریخچه
شبکه آفتاب در سال ۱۳۶۲ به عنوان یک دفتر خبری آغاز به‌کار کرد. در آبان ماه سال ۱۳۶۵ فعالیت رسمی مرکز با نصب و بهره‌برداری از یک فرستنده یک کیلو وات رادیویی با پخش برنامه‌های خبری توسط واحد اطلاعات و اخبار آغاز شد. در سال ۱۳۷۹ با بهره‌برداری از شبکه صدای استان مرکزی با سه استودیوی تولید و پخش روزانه ۱۸ ساعت برنامه تهیه و پخش می‌شود که این برنامه‌ها با یک فرستنده یکصد کیلو‌وات در تمام مناطق استان مرکزی و قسمتی از استانها هم جوار قابل دریافت است. در سال ۱۳۸۲ شبکه استانی سیما (شبکه آفتاب) به عنوان بیستمین شبکه استانی ایران شروع به کار کرد. این شبکه هم‌اکنون همه‌روزه برنامه‌های متعددی را به صورت ۲۴ ساعته به زبان فارسی پخش می‌کند. ساختمان این مرکز در بزرگراه آیت‌الله اراکی و جنب پارک جنگلی باهنر واقع شده‌است.